# Nansenia
Nansenia es un género de peces marinos actinopeterigios, distribuidos ampliamente por todos los grandes océanos y mares del planeta.

## Especies
Existen 18 especies reconocidas en este género:
- Nansenia ahlstromi (Kawaguchi y Butler, 1984)
- Nansenia antarctica (Kawaguchi y Butler, 1984)
- Nansenia ardesiaca (Jordan y Thompson, 1914)
- Nansenia atlantica (Blache y Rossignol, 1962)
- Nansenia boreacrassicauda Poulsen, 2015
- Nansenia candida (Cohen, 1958)
- Nansenia crassa (Lavenberg, 1965) - Argentina gorda.
- Nansenia groenlandica (Reinhardt, 1840) - Argentina de Groenlandia.
- Nansenia iberica (Matallanas, 1985) - Argentina ibérica.
- Nansenia indica (Kobyliansky, 1992)
- Nansenia longicauda (Kawaguchi y Butler, 1984)
- Nansenia macrolepis (Gilchrist, 1922)
- Nansenia megalopa (Kawaguchi y Butler, 1984)
- Nansenia oblita (Facciolà, 1887) - Nansenia común.
- Nansenia obscura (Kobyliansky y Usachev, 1992)
- Nansenia pelagica (Kawaguchi y Butler, 1984)
- Nansenia tenera (Kawaguchi y Butler, 1984)
- Nansenia tenuicauda (Kawaguchi y Butler, 1984)